# Andrei Bogoljubski

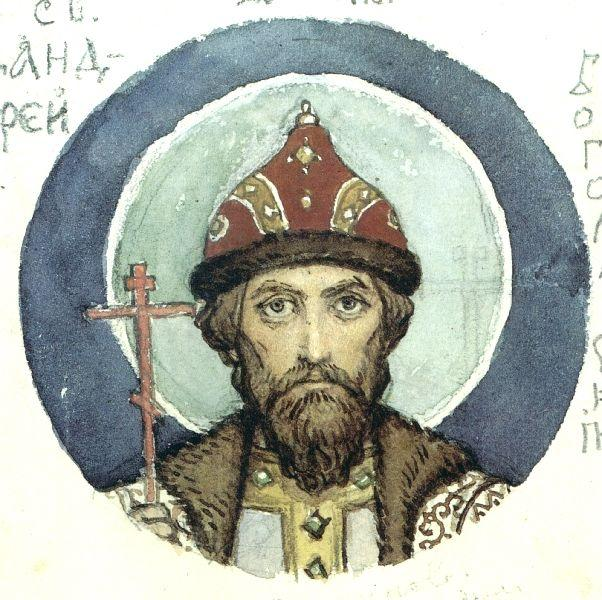
Wiktor Wasnezow: Andrei Bogoljubski, Skizze zur Ausmalung der Kiewer Wladimirkathedrale, 1885–1896. Tretjakow-Galerie, Moskau

Andrei Jurjewitsch, genannt Bogoljubski (ukrainisch Андрій Боголюбський, russisch Андрей Юрьевич Боголюбский, wiss. Transliteration Andrej Jur'evič Bogoljubskij; * 1111; † 1174 in Bogoljubowo) war Fürst von Wyschgorod bei Kiew und ab 1157 Großfürst von Wladimir und Susdal.

## Leben
Andrei war 1157 von einer Versammlung aus Bojaren und Kaufleuten in Rostow-Susdal zum Fürsten bestimmt worden und konnte sich anfangs vor allem auf die Bojaren stützen. Schnell umgab der Fürst sich aber mit einer Gefolgschaft aus niederen Dienstleuten, zum Teil sogar Unfreien. Dadurch brachte er sich zwar einerseits um die Sympathien der Bojaren, konnte aber andererseits eine ergebene und schlagkräftige Beamtenschaft aufbauen.
Nachdem sein Vater Juri Dolgoruki aus der Rurikiden-Dynastie die Herrschaft über Kiew errungen hatte, verlor Andrei Bogoljubski schnell wieder das Interesse an der inzwischen weitgehend bedeutungslos gewordenen Stadt. Er behielt zwar den Großfürstentitel, war jedoch kaum in Kiew anwesend und konzentrierte seine Herrschaft auf sein Stammfürstentum Rostow-Susdal, vor allem auf den Hauptort Wladimir, den er repräsentativ ausbauen ließ. Wladimir wurde neues Zentrum der Kiewer Rus, während Kiew in Bedeutungslosigkeit versank, insbesondere nach der von Andrei angeordneten Plünderung der Stadt durch seinen Bruder Mstislaw im Jahr 1169.
Ein bedeutender Schritt zur Aufwertung Wladimirs sollte die Schaffung eines Metropolitensitzes dort sein. Vom Patriarchen von Konstantinopel wurde dieses Ansinnen jedoch abgelehnt. Umgekehrt verweigerte Andrei Bogoljubski die notwendig gewordene Einsetzung eines neuen Metropoliten in Kiew. Im Gegenzug gewährte Kaiser Manuel I. drei von Andrei vertriebenen Brüdern, darunter seinem Nachfolger Wsewolod Jurjewitsch, Zuflucht.
Bogoljubski förderte die Besiedlung des Großfürstentums Wladimir-Susdal durch Zuzügler aus dem Südwesten der Rus sowie aus anderen russischen Fürstentümern. Unter ihm wurden in Wladimir und der Umgebung monumentale Bauwerke errichtet, unter anderem die Mariä-Entschlafens-Kathedrale, das Goldene Tor und andere. In der Nähe von Wladimir ließ er die fürstliche Residenz Bogoljubowo errichten, von der er später seinen Beinamen erhielt. Ein Teil seines Palastes ist bis heute erhalten geblieben. Auch die Mariä-Schutz-und-Fürbitte-Kirche an der Nerl war ein Teil seiner Residenz.
Andreis selbstherrliches Auftreten anderen Rurikiden und den Bojaren gegenüber hatte schließlich seine Ermordung im Jahr 1174 zur Folge.
Nach seinem Tod kam es zu Auseinandersetzungen zwischen Bojaren sowie den Einwohnerschaften von Wladimir, Rostow und Susdal, die jeweils verschiedene Nachfolgekandidaten propagierten. 1176 setzte sich die Stadt Susdal durch, die Wsewolod Jurjewitsch als Herrscher akzeptiert hatte. Dieser stieg damit auch zum Großfürsten auf.